# Kostadinovac (Chorwacja)
Kostadinovac – wieś w Chorwacji, w żupanii kopriwnicko-kriżewczyńskiej, w mieście Križevci. W 2011 roku liczyła 14 mieszkańców.